# The 3DO Company

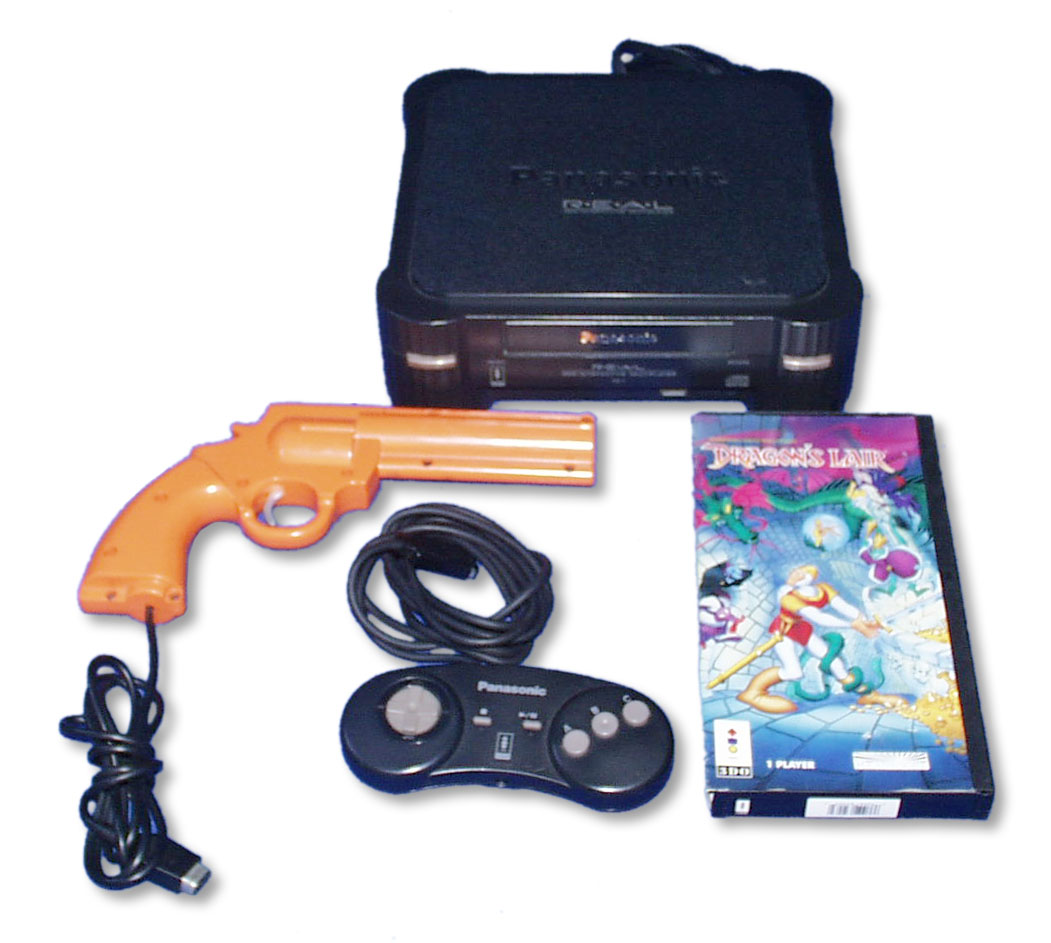
Konzole Panasonic 3DO

3DO byla americká společnost zaměřená na vývoj počítačových her pro PC a herní konzole. Společnost zbankrotovala v květnu 2003.
Herní konzole 3DO byly vyráběny firmami Panasonic, Goldstar, Sanyo a Creative Labs. Vyráběli jej na základě licence, díky které mohli vyrábět stroj se specifikací 3DO - od ní i její název. Specifikaci 3DO vymysleli v Electronic Arts. Konzole byla 32bitová, ale protože zprvu nebyly příliš dobré tituly a později byla konzole zastaralá, brzy se na 3DO zapomnělo. Na 3DO začala například série Need for Speed a vyšla na ní i klasika Road Rash.
3DO byla založena v době, kdy byla vymyšlena samotná specifikace. Měli vyrábět pro výše zmíněnou konzoli hry. Byla to právě tato společnost, která stála za vydáním posledních čtyř dílů herní série Might and Magic.